# Biarmosuchia

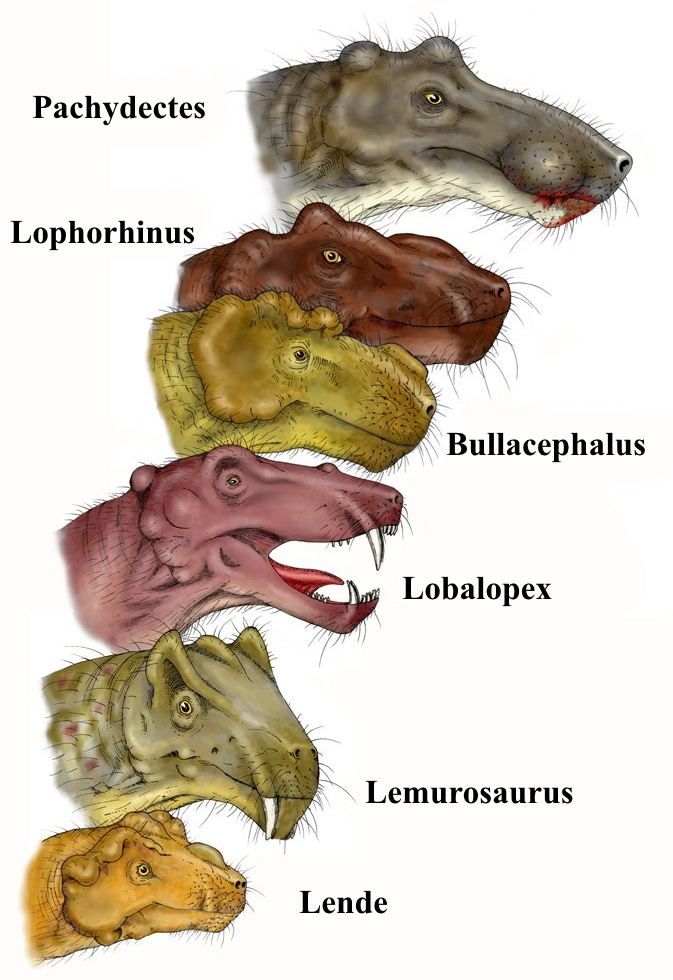
Profile przedstawicieli Burnetiamorpha

Biarmosuchia (syn. Eotitanosuchia, Phthinosuchia) – grupa prymitywnych, żyjących w środkowym i późnym permie terapsydów, reprezentująca parafiletyczną grupę trzonową Therapsida lub bardzo wczesnych przedstawicieli głównej linii terapsydów.
Były to lekko zbudowane drapieżniki umiarkowanej wielkości, stanowiące prawdopodobnie formy pośrednie pomiędzy pelykozaurami z grupy sfenakodontów a bardziej zaawansowanymi terapsydami.

## Morfologia
Czaszki przedstawicieli Biarmosuchia są bardzo podobne do czaszek sfenakodontów, różnią się jedynie większymi otworami skroniowymi (choć wciąż są względnie niewielkie w porównaniu do późniejszych terapsydów), odchyloną do tyłu potylicą (w przeciwieństwie do pelykozaurów), zredukowaną liczbą zębów, obecnością pojedynczego dużego kła w szczęce i żuchwie oraz kilkoma innymi cechami. U późniejszych, bardziej wyspecjalizowanych Biarmosuchia kły przypominały znacznie powiększone kły gorgonopsów. Budowa tylnej części czaszki wskazuje na obecność dobrze wykształconych mięśni odpowiadających za zamykanie szczęk, a co za tym idzie, również za siłę ukąszenia.
Kręgi również przypominają budową kręgi sfenakodontów, brak im jednak wysokich wyrostków kolczystych, jakie odróżniały dimetrodona i taksony najbliżej z nim spokrewnione od innych sfenakodontów. Łopatki i kości obręczy miednicznej wskazują na znacznie bardziej zaawansowaną postawę. Stopy były bardziej symetryczne, a palce skrócone – tak jak u późniejszych synapsydów (terapsydów i ssaków).

## Występowanie
Skamieniałości przedstawicieli Biarmosuchia odkryto na terenie dzisiejszej Rosji (rodzaje Biarmosuchus, Phthinosuchus, Eotitanosuchus, Niuksenitia) oraz Republiki Południowej Afryki (taksony należące do rodzin Ictidorhinidae, Burnetiidae oraz najbliżej z nimi spokrewnionych. Wszystkie Biarmosuchia znajdowane były w osadach ze środkowego lub górnego permu.

## Historia taksonomiczna
Hopson i Barghausen (1986) wstępnie połączyli Biarmosuchidae i Ictidorhinidae (w tym Hipposauridae i Rubidginidae) w takson Biarmosuchia. Nie byli jednak pewni, czy jest on grupą naturalną czy parafiletyczną, obejmującą formy bliżej ze sobą niespokrewnione, przejawiające jedynie zbliżone cechy wyglądu zewnętrznego (konwergencja). Uważali Phthinosuchus za zbyt słabo poznany, by z całą pewnością włączyć go do Biarmosuchia, zaś eotytanozucha uznali za formę bardziej zaawansowaną.
Sigogneau-Russell (1989) utworzył infrarząd Biarmosuchia obejmujący rodziny Biarmosuchidae, Hipposauridae oraz Ictidorhinidae, odrębny od Eotitanosuchia i Phthinosuchia.
Ivakhnenko (1991) stwierdził, że Biarmosuchus tener, Eotitanosuchus olsoni i Ivantosaurus ensife – wszystkie znane z formacji Ezhovo – są w istocie przedstawicielami jednego gatunku. Jeśli jednak należały do odrębnych gatunków Ivakhnenko dowodzi, że Biarmosuchus i eotytanozuch były bardzo podobne. Przeklasyfikował również rodzinę Eotitanosuchidae jako należącą do rzędu Titanosuchia w nadrzędzie Dinocephalia.
Benton w publikacjach Vertebrate Paleontology z 2000 i 2004 podnosi Biarmosuchia do rangi podrzędu.